# 海軍兵学校 (ギリシャ)
海軍兵学校（Σχολή Ναυτικών Δοκίμων、ΣΝΔ、英語: Hellenic Naval Cadets Academy/Hellenic Naval Academy）は、ギリシャ・ピレウスの海軍兵学校。1845年創立。

## 歴史
海軍兵学校は、海軍教育において長い歴史を持つ。その存在は、ギリシャ海軍の創設・進化に密接に関連しており、150年にわたる教育活動の実績を持つ。海兵は1845年にコルベット船「ルドヴィコス（Λουδοβίκος、Loudovikos）」の海軍訓練所として設立された。50年間、様々な戦闘艦で非公式に運営され、進化してきた。
1884年、フランス海軍使節団の援助により、海軍兵学校はギリシャ国家によって正式に再編成され、校舎が建設された。当時は海軍兵学校の宿舎はコルベット船「ヘラス（Hellas）」の船内にあった。
1905年、ピレウスに移転。ピレウス港入り口に新校舎が設けられた。この新しい宿舎によって、学校の運営条件は大きく改善され、より円滑に運営できるようになった。新しい士官候補生が受け入れられ、新しい海軍の艦船が任命され、教育過程を支援するようになった。
それ以来、150年の間、ギリシャ海軍兵学校はギリシャで最も権威のある教育機関に発展していった。これまでに五千人以上の海軍士官が卒業し、ギリシャ海軍を率いているほか、科学、技術、政治の分野で活躍する者も多く輩出している。

## 組織
兵学校の部門は、大きく2部門に分かれる。第1部門は教育と訓練を扱い、4つの部会（海軍士官候補生管理部、航海訓練部、陸上競技部、学術研究部）を含んでいる。第2部門は、基地の支援と、兵学校が適切に機能するために必要なすべてのことを担当する。
兵学校は、海軍の高級士官によって指揮される。学問に関する問題は、学校長の指揮のもと、兵学校の教授と海軍士官で構成される上級教育審議会で審議される。

## 教育

### 志願
士官候補生の選考は、ギリシャのすべての大学受験生が受ける国家試験制度に基づいて行われるが、海軍兵学校では、さらに健康診断、知能検査、運動能力検査が実施される。合計で約400名程度の士官候補生が学ぶ。授業はすべてギリシャ語で行われ、基礎訓練は4年間行われる。
ギリシャ国民は、体操、身体、心理テストを含む予備試験への合格と、教育省が実施する年次国家試験への合格の両方を経て、海軍兵学校に入学することができる。入学者数は、国防省が毎年募集を行い、常に海軍の必要性に応じて決定される。
外国人は、ギリシャ国との二国間協定に基づき、主に出身国の政府によって選抜される。候補者は、特定の士官学校に選抜されたことを示す自国政府発行の確認書を提出し、出生証明書、健康診断書、ギリシャの高等教育機関（大学）への入学に必要なギリシャ中等教育証明書と同等の教育証明書を所持していなければならない。
ギリシャ到着後、留学生は1年間の準備コースに参加する。初級レベルの授業は、アラビア語、英語、フランス語で行われる。この間、学生はギリシャ語、数学、物理、化学の基礎コースを受講し、軍事訓練も受ける。準備期間の後、外国人士官候補生は、ギリシャ人士官候補生と同じプログラムと義務に従って、学問と軍隊の4年制コースに参加する。教育費は奨学金で賄われ、宿泊費、授業料、訓練費、衣服費が含まれますが、ギリシャとの往復の旅費は含まれない。

### 本科

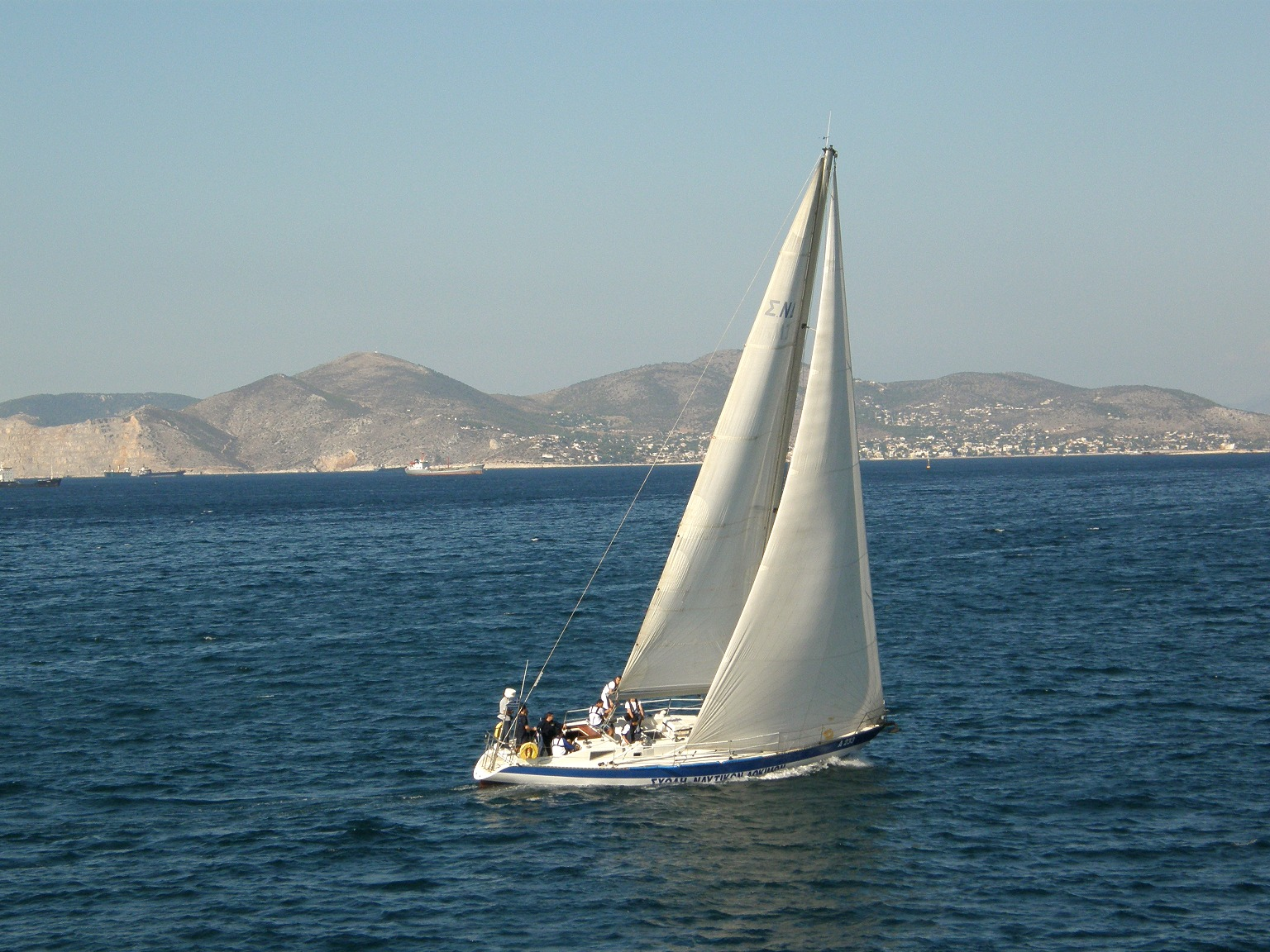
Sloop A233 of the Hellenic Naval Academy sails with a crew of naval cadet officers.

海軍兵学校は、4年制である。教育の目的は、卒業生（甲板員および機関士）に海軍士官としての職務を遂行するための十分な技能と知識を与え、海軍科学、戦略、海戦技術の進化に対応できるようにすることである。
士官学校の一日は朝6時に始まる。毎週5日間、士官候補生は厳しい訓練プログラム（学業、スポーツ、海洋）に参加し、午後は残りの士官学校の活動や、さまざまな文化・スポーツ・社交行事に充てられる。1学年は2学期に分かれている。
冬学期には、士官候補生は学業コース、軍事専門コース、海軍訓練コース（船外活動）に参加する。また海軍の艦船で短期間の訓練航海に参加することで、実践的な授業を受ける。夏学期には、最初の3クラスの士官候補生が2ヶ月間の訓練航海に出発する。最近まで訓練艦アリス（Άρης、アレースの意味）に乗船していたが、ここ数年はフリゲートや一般支援艦に乗船するのが一般的である。この航海では、各国の港に寄港する。

### 卒業後の継続教育
士官学校は、すべての学年とコース（学問と実技）を無事に終了すれば卒業となる。卒業後、すべての海軍士官はギリシャ海軍艦隊の戦闘部隊に配属される。卒業式では、伝統に従って、新任の海軍士官から3年生の士官候補生に海軍兵学校の旗が手渡される。任官から間もない士官は、戦闘艦への乗船や専門学校（実施学校）に通う。
具体的には、次のような教育が行われる。
1. 卒業後直ちに4から6ヶ月間の実施学校に入学し、理論的・実践的な訓練を受け、配属された戦艦のシステム・装備や士官としての任務について学ぶ。また、潜水艦、ヘリコプター、海上哨戒機、水中爆破（特殊部隊）なども、それぞれの訓練校で訓練を受けた後、最初の段階で配属されることもある。
2. さらに、中尉に昇格すると、9から11カ月の訓練段階を経る。そこでは、海軍のさまざまな専門部署が実施する訓練を受ける。選択した学科（または海軍の必要性に応じて任命された学科）により、砲術、航海術、通信、電子工学のいずれかの科目の専門課程を履修する。
3. 中士官は、海軍参謀学校（Navy Staff Officers School）と海軍大学校（Naval War School）にそれぞれ3、4ヶ月間通い、参謀の学位を取得する。その後、ギリシャ海軍の各部署で幕僚として勤務することができる。
4. 中尉や大尉になると、海外（欧米）の海軍大学院、MIT、ミシガン大学などで教育を受け、電子工学、兵器システム、コンピューター、オペレーション・リサーチ、海洋建築などの分野でさらに専門性を高めることができる。